# Floor Jansen
Floor Jansen (* 21. února 1981, Goirle, Nizozemsko) je nizozemská zpěvačka a skladatelka. Od roku 2012 zpívá ve finské metalové kapele Nightwish, věnuje se též sólové kariéře. Předtím působila jako zpěvačka v kapele After Forever, poté založila progresivní metalovou kapelu ReVamp, ve které také účinkovala jako zpěvačka. Je členkou progresivní metalové skupiny Star One a vystupuje též sólově.

## Hudební kariéra

### After Forever (1997–2009)

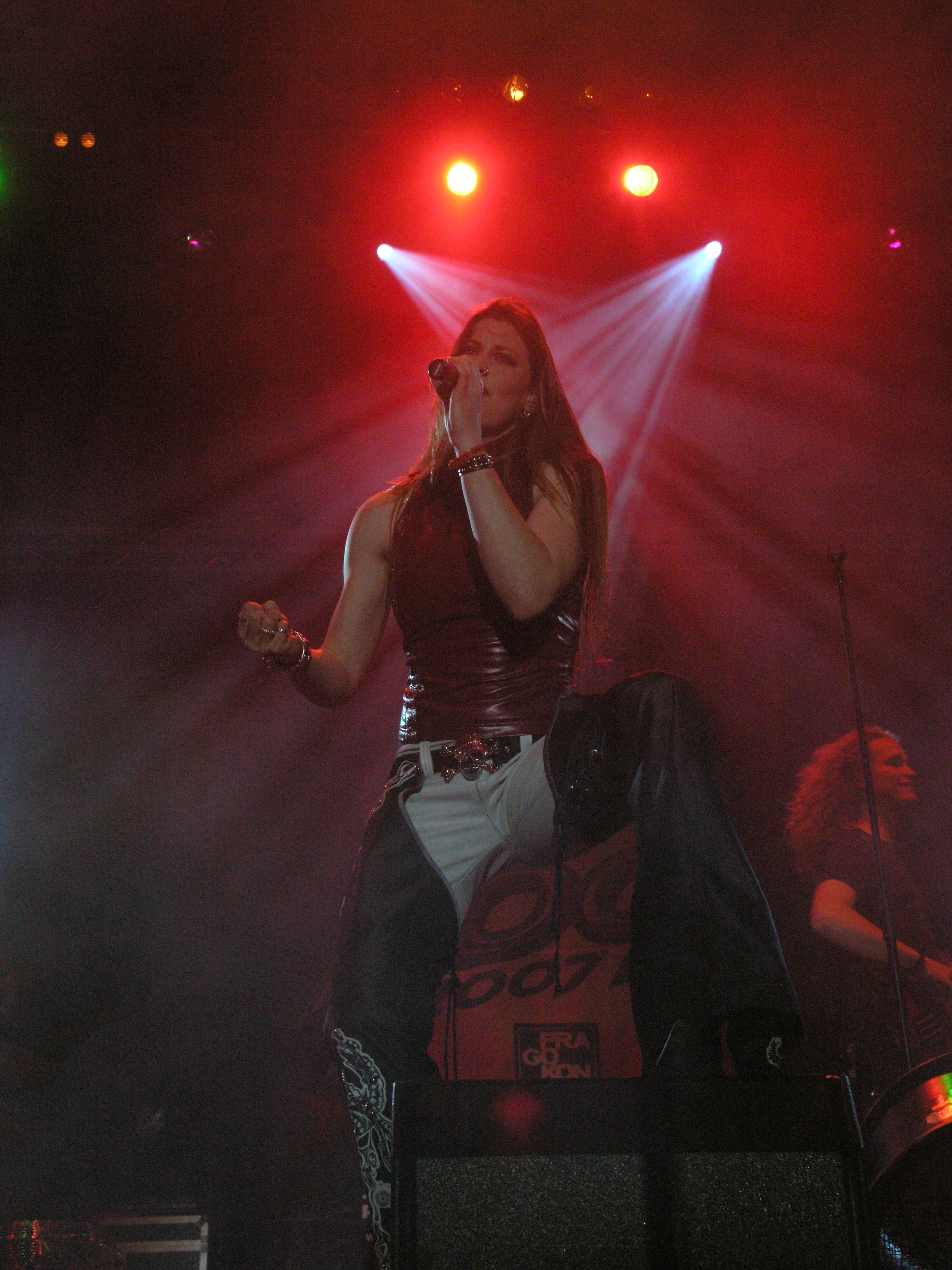
Floor Jansen s After Forever na festivalu Masters of Rock v roce 2007

Floor bylo 16 let, když se přidala do kapely Apocalypse (dřívější název kapely After Forever), a to v roce 1997. Tři roky poté skupina vydala nové album, Prison of Desire. Krom zpěvu zde byla též spoluautorkou (a po roce 2002 výhradní autorkou) repertoáru. Kapela se rozpadla v roce 2009.

### ReVamp (2009–2015)
Po rozpadu kapely After Forever v roce 2009 si vytvořila vlastní kapelu ReVamp, která v roce 2010 vydala stejnojmenné album. Na něm působili též její dřívější kolegové Joost van den Broek (klávesy) a Waldemar Sorychta (producent, jehož jméno je spojeno s velkým počtem kapel gothic metalové scény).
Výsledek však nesplnil očekávání a dle některých kritik[kdo?] byla hudba ReVamp jen dobře nahraným průměrným materiálem, který však spíše vypadal jako jednorázový projekt. Po třech letech kapela vydala nové album „Wild Card“, kterou nahráli titéž hráči, které si Floor najala i pro koncertní turné na podporu prvotiny „ReVamp“. Nicméně v roce 2016 kapela oznámila rozchod, a to z důvodu vytížení Floor Jansen spoluprací s kapelou Nightwish. Doslova uvedla: „Jsem hrdá na dvě alba, která jsme společně vytvořili! ReVamp má tak talentované a skvělé hudebníky, že bych nechtěla, aby čekali na to, až si najdu čas a vášeň, kterou potřebuji k vytvoření dalšího alba. Také nechci dávat fanouškům falešnou naději. ReVamp žil krátký a hrbolatý, ale vzrušující život, ale nyní je čas začít s novými kapelami a projekty. Děkuji všem zúčastněným za lásku a obětavost!“

### Nightwish (2012–současnost)
V říjnu 2012 narychlo nahradila Anette Olzon na postu hlavní zpěvačky kapely Nightwish. Na naučení setlistu a přicestování na koncertní show do Seattlu přitom měla pouhé dva dny. Od fanoušků se jí však dostalo již od prvních koncertů velmi vřelého přijetí a 9. října 2013 bylo oznámeno, že se stává plnohodnotnou součástí kapely společně s Troyem Donockleyem, který v kapele hraje na doprovodné nástroje, jako jsou flétny, dudy, akustické kytary aj.
V roce 2015 vydali Nightwish osmé album, které dostalo název „Endless Forms Most Beautiful“. Deska se stala „zlatou“ po třech dnech od vydání, hned v několika evropských zemích (například také v Česku). Po jeho vydání absolvovala Floor turné s Nightwish, které odstartovalo 9. dubna 2015 v New Yorku. Z tohoto turné vyšlo živé album Vehicle of Spirit, které je již druhým živým albem s Floor. První z mnoha show sklidila veliký úspěch a turné dále pokračovalo po severní Americe a Kanadě. 8. května 2015 vyšel také nový videoklip k písni „Endless Forms Most Beautiful“, jenž následoval po singlu „Élan“, který vyšel již v půlce února 2015. Druhé studiové album s Jansen jako zpěvačkou bylo vydáno 10. dubna 2020 s názvem Human. :II: Nature., turné k němu však začalo až po odeznění epidemie koronaviru v roce 2022.
V říjnu 2022 oznámila Floor prostřednictvím otevřeného dopisu na svých webových stránkách, že jí byl diagnostikován karcinom prsu. V přestávce mezi jihoamerickou a evropskou částí turné se podrobila operaci k jeho odstranění, která dle jejích slov proběhla úspěšně, a po krátké rekonvalescenci se rychle vrátila na pódia. Evropské turné na jaře dokončila v pokročilém stadiu těhotenství a po posledním koncertu ve finské Vaase 18. června v šatně zkolabovala vyčerpáním a byla převezena do nemocnice. Dle pozdějšího vyjádření byla ona i nenarozené dítě v pořádku, veškerý její letní koncertní program byl nicméně zrušen a zpěvačka se zcela stáhla do soukromí.

### Ostatní

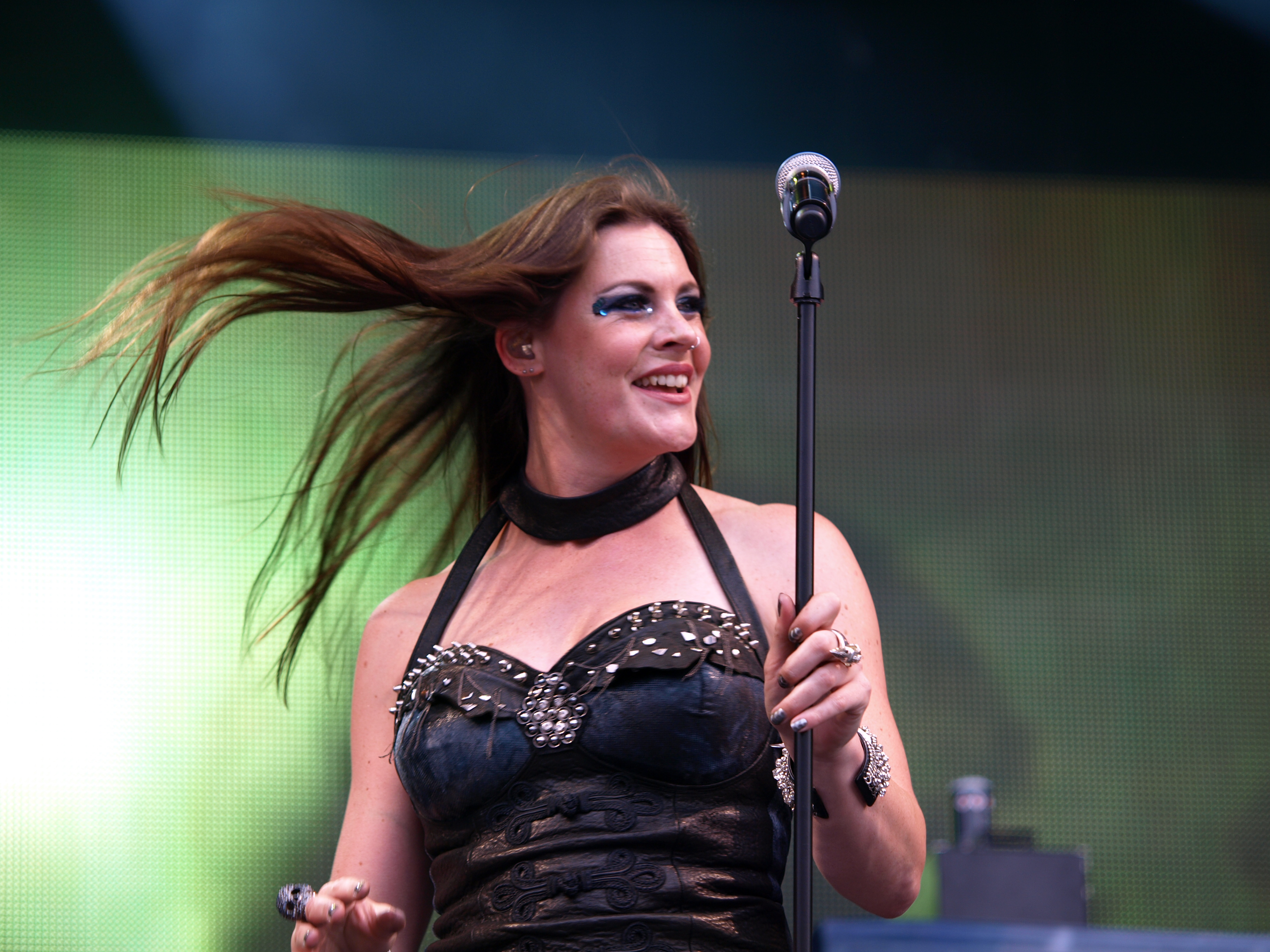
Při vystoupení v roce 2013

V roce 2019 se zúčastnila nizozemské televizní soutěže Beste Zangers, která jí přinesla značnou popularitu a umožnila uspořádat vyprodané sólové turné po Nizozemsku. Od roku 2020 se věnuje sólové kariéře; první singl s názvem Fire vydala 25. března 2022.
Nazpívala vokály k třem albům holandského skladatele a multiinstrumentalisty Arjena Anthonyho Lucassena. 29. dubna 2023 vystoupila v Amsterdamu se svým sólovým projektem jako předkapela skupiny Metallica.

### Hudební vzdělání a pěvecký styl
Jansen začala studovat hudbu na Holandské rockové akademii v roce 1999 a tři roky nato byla přijata na konzervatoř v Tilburgu. Studovala muzikál a jeden rok operu. Později působila též jako učitelka zpěvu. Jejím hlasovým rejstříkem je soprán s rozsahem více než tři oktávy (C3–F6). Hraje na kytaru, piano a flétnu.

## Soukromý život
Jejím manželem je bubeník švédské metalové kapely Sabaton Hannes Van Dahl, s nímž má dvě dcery: Freju, narozenou v březnu 2017, a Lucy, narozenou v říjnu 2023. Žije na venkovské usedlosti ve Švédsku, kde se ve volném čase věnuje jezdectví a chovu koní.

Její mladší sestra Irene Jansen je rovněž zpěvačka.

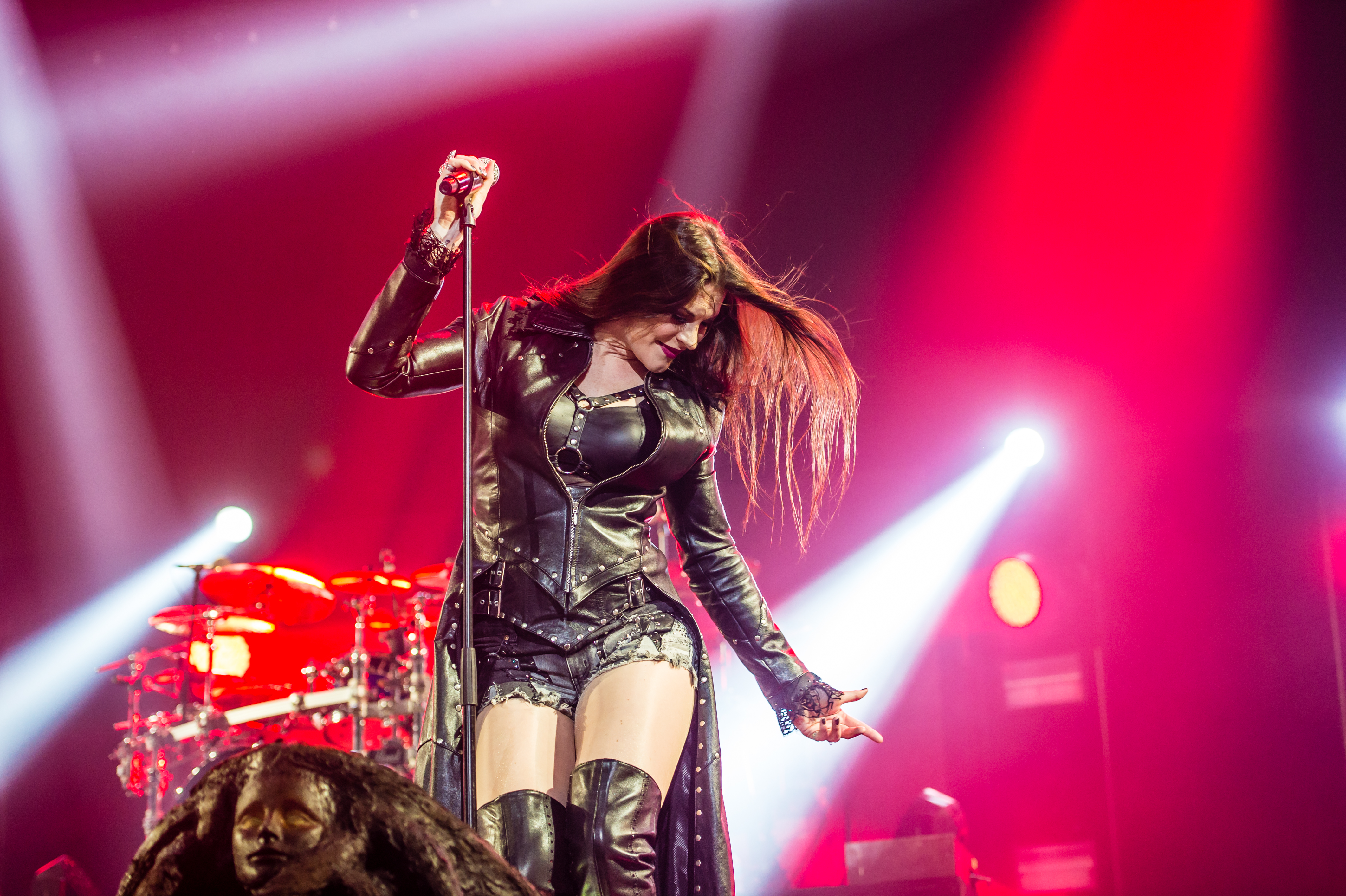
S Nightwish v roce 2015

## Diskografie

### After Forever
Studiová alba:
- Prison of Desire (2000)
- Decipher (2001)
- Invisible Circles (2004)
- Remagine (2005)
- After Forever (2007)

EP:
- Exordium (2003)

Dema:
- Ephemeral (1999)
- Wings of Illusion (1999)

Kompilace:
- Mea Culpa (2006)

### ReVamp
- ReVamp (2010)
- Wild Card (2013)

### Nightwish
- Showtime, Storytime (2013)
- Endless Forms Most Beautiful (2015)
- Vehicle of Spirit (2016)
- Decades: Live in Buenos Aires (2019)
- Human. :II: Nature. (2020)
- Yesterwynde (2024)

### Sólo
- Paragon (2023)